# Welcome to Haiti: Creole 101
Welcome to Haiti: Creole 101 är ett musikalbum av Wyclef Jean, vilket är hans femte som soloartist. Det släpptes 2004.

## Låtlista
| 1.  | Jean Dominique (Intro)                                   | Wyclef Jean • Jerry Duplessis                                               | Jerry "Wonda" Duplessis                  | 1:08 |
| 2.  | President                                                | Jean • Duplessis                                                            | Jerry "Wonda" Duplessis                  | 3:36 |
| 3.  | 24 é Tan Pour Viv                                        | Jean • Duplessis • Rodrigue Millien                                         | Jerry "Wonda" Duplessis                  | 4:06 |
| 4.  | Bicentennial (feat. Sweet Mickey)                        | Jean • Duplessis • Ti Anstyo • Michel Martelly • Nicky Chinn • Mike Chapman | Jerry "Wonda" Duplessis                  | 4:02 |
| 5.  | Generation X                                             | Jean • Duplessis                                                            | Jerry "Wonda" Duplessis                  | 4:37 |
| 6.  | Party By the Sea (feat. T-Vice och Buju Banton)          | Jean • Duplessis • Mark Myrie • Roberto Martinez • Reynaldo Martinez        | T-Vice, Jerry "Wonda" Duplessis          | 3:51 |
| 7.  | Haitian Mafia (feat. Foxy Brown)                         | Jean • Duplessis • Inga Marchand                                            | Jerry "Wonda" Duplessis                  | 4:07 |
| 8.  | Le Ou Marye                                              | Cyriaque Achille Paris                                                      | Fabrice Rouzier, Jerry "Wonda" Duplessis | 5:30 |
| 9.  | Fistibal Festival (feat. Melky och Bud)                  | Jean • Duplessis • Diane Warren • Wayne Ramsey                              | Jerry "Wonda" Duplessis                  | 4:28 |
| 10. | La Bamba (feat. Ro-K och Gammy)                          | Ritchie Valens                                                              | Jerry "Wonda" Duplessis                  | 3:59 |
| 11. | Bay Micro'm Volume                                       | Jean • Duplessis                                                            | Jerry "Wonda" Duplessis                  | 5:20 |
| 12. | Proud to Be African (feat. 2Face, Sound Sultan och Faze) | Jean • Duplessis • Innocent Idibia • Olanrewaju Fasasi • Chibuzor Oji       | Jerry "Wonda" Duplessis                  | 4:11 |
| 13. | Douce                                                    | Jean • Duplessis • Jocelyne Labylle                                         | Jerry "Wonda" Duplessis                  | 4:08 |

| 14. | La Vie Ghetto (feat. Passi) |                  |                         | 3:57 |
| 15. | Nou Va Rive                 | Jean • Duplessis | Jerry "Wonda" Duplessis | 4:29 |
| 16. | Pistach                     |                  |                         | 4:10 |
| 17. | Marasa (feat. Dadi)         |                  |                         | 5:13 |

| 14. | Lavi New York (feat. Buggah)  | Jean • Duplessis • Buggah Govanah   | Jerry "Wonda" Duplessis | 4:17 |
| 15. | Fanm Kreyol (feat. Admiral T) | Jean • Duplessis • Christy Campbell | Jerry "Wonda" Duplessis | 3:58 |
| 16. | Nou Va Rive                   | Jean • Duplessis                    | Jerry "Wonda" Duplessis | 4:29 |

| 1. | Haitian Mafia                                            | 4:16 |
| 2. | 24 é Tan Pour Viv                                        | 4:06 |
| 3. | Festival (feat. Katia)                                   | 4:29 |
| 4. | Lavi New York (feat. Buggah)                             | 4:17 |
| 5. | Haitian Mafia (feat. Foxy Brown)                         | 4:07 |
| 6. | 24 Heures à Vivre (67 Montréal St-Michel) (feat. Muzion) | 4:17 |
| 7. | Festival (feat. Katia and Passi)                         | 4:35 |
| 8. | Lavi New York (feat. Passi)                              | 4:13 |